# Jesús Mariñas
Jesús Manuel Pérez Mariñas (La Coruña, 3 de octubre de 1942-Madrid, 10 de mayo de 2022), conocido como Jesús Mariñas, fue un periodista español especializado en prensa del corazón. Desde 1998 escribió en el periódico La Razón y colaboró en programas de televisión como Día a día o Tómbola.

## Biografía
Nació en La Coruña a principios de los años 40. Su madre, Manuela Pérez Mariñas, regentaba un quiosco. No fue reconocido por su padre. Su abuelo materno, Lino Pérez Lastres fue dueño de tres teatros en La Coruña. Uno de ellos era el conocido Pabellón Lino.
Comenzó a estudiar declamación en el Conservatorio de La Coruña, donde una profesora fue la que lo acercó al periodismo, ya que él quería ser actor.
Inició su carrera periodística de botones y sirviendo cafés en El Ideal Gallego, en su Coruña natal, y en Barcelona con Tele/eXprés, en 1967. Pronto se haría un hueco en la profesión empezando a escribir para revistas tan conocidas como Semana o Pronto.
En los años 70 vivió una época dorada en la radio. En 1972 comenzaría a tener su propia sección en el programa de Luis del Olmo Protagonistas, en Barcelona, Marbella y Madrid. En septiembre de 1988, tras ser despedido de este espacio, se incorporó a COPE Miramar de Barcelona para formar parte de la flamante Cadena Ibérica en el espacio Mitad y mitad, presentado por Alejo García. Posteriormente, también en radio, colaboró en El primero de la mañana de Antonio Herrero, en la cadena COPE.
En los años 80 comenzó a colaborar en la revista de información general Época con su sección "La vida es rosa", hasta el 2000, cuando se pasó a Tiempo de Hoy, revista para la que colabora hasta su cierre, en 2018. 
En los 90 dio el salto a la televisión, colaborando en varios programas, como La máquina de la verdad, que lo convierten en uno de los periodistas de la crónica social más conocidos y seguidos de la época. Así, fue contratado por María Teresa Campos en el programa Pasa la vida, de TVE, haciendo su sección propia, "El retablo", y participando en la tertulia del corazón junto a Maika Vergara, Rosa Villacastín, Josemi Rodríguez-Sieiro y Carmen Rigalt, entre otros. En septiembre de 1996 continúa con la presentadora malagueña en Día a día, en Telecinco, participando en programas de la cadena hasta 2004. Pero fue el programa Tómbola, de Canal Nou, donde colaboró desde 1997, el espacio que lo catapultó a la fama. Se trataba de un formato novedoso en España, en el que varios periodistas incidían, en muchas ocasiones en tono de reproche y con actitud agresiva, en aspectos de la vida privada del personaje entrevistado. El programa le dio gran popularidad, siendo muy sonados sus enfrentamientos con la también periodista Karmele Marchante. Prueba de ello fue la gran popularidad que alcanzó su frase «¡Que te calles, Karmele!». En Canal Nou siguió colaborando en espacios como En exclusiva (1997), Café de Ximo (2003) o Gent de Tàrrega (2007-2008).
Al mismo tiempo, Mariñas siguió a María Teresa Campos en Antena 3, donde trabajó en programas como Cada día y Lo que inTeresa. En esta cadena continuó luego colaborando en varios espacios, como En Antena (2006-2007), ¿Dónde estás corazón? (2007-2011), A 3 bandas (2007), Tal cual lo contamos (2008), Vaya par (2009, siendo presentador junto con María Patiño), y Espejo público (2009-2012). 
En 2013 volvió a Telecinco para colaborar en Sálvame, aunque tan sólo estaría un año, y en ¡Qué tiempo tan feliz!, donde se mantuvo hasta la cancelación del programa en 2017. 
Colaboró esporádicamente en los programas La mañana de La 1 (desde septiembre de 2016) y Sábado Deluxe (desde noviembre de 2017). También escribió, desde 1998, en el periódico La Razón, donde mantenía su sección semanal, "De todo corazón".
Se casó el 18 de julio de 2016 con el fotógrafo venezolano Elio Esteban Valderrama Prescott.
Sus últimas apariciones televisivas fueron en Espejo público desde 2019 y Lazos de sangre desde 2020.
El 11 de octubre de 2021 anunció que padecía cáncer de vejiga. Ese mismo año publicó Jesús por Mariñas, memorias desde el corazón, un libro en el que repasa su carrera como cronista social. El 31 de marzo de 2022 ingresó en el Hospital Universitario Ramón y Cajal (Madrid), donde falleció el 10 de mayo a causa de unas complicaciones derivadas del tratamiento oncológico que recibía por el cáncer de vejiga.